# Van de Sande Bakhuijzenstraat
De Van de Sande Bakhuijzenstraat is een straat in Amsterdam in de wijk Overtoomse Veld in het stadsdeel Nieuw-West. De straat verbindt de Jan Tooropstraat met de Jan van Galenstraat. De straat grenst aan GVB-Garage West.

## Geschiedenis
De straat kreeg zijn naam per raadsbesluit van 12 juni 1963. De naam verwijst naar de kunstschilders Hendrikus Van de Sande Bakhuyzen, Julius van de Sande Bakhuyzen en Gerardine van de Sande Bakhuyzen.
Oorspronkelijk waren in deze straat alleen kantoren gevestigd. Tegenwoordig heeft de hele straat een woonfunctie.

### Nummer 4-6
Het bekendste gebouw in de straat is het oude Elsevier-kantoor, dat uit twee delen bestond. Het lage gedeelte aan de Jan van Galenstraat bestaat uit drie vleugels en werd in 1963 in gebruik genomen; het hoge deel erachter kwam in 1972 gereed.
Het wereldkampioenschap dammen 1976 werd in het Elsevier-kantoor gehouden. Harm Wiersma wist dit toernooi te winnen.
In 2005 verhuisde Elsevier naar de Millenium Tower vlakbij Amsterdam Sloterdijk. Na het vertrek van de uitgeverij was hier enige tijd het ROC ASA gevestigd.
Sinds 2013 is het pand in gebruik door The Student Hotel (tegenwoordig: The Social Hub), die het complex ombouwde tot 700 woningen, die geschikt zijn voor zowel verhuur aan studenten als hotelkamer. Onderdeel van de herbestemming was een nieuw gebouw dat werd neergezet grenzende aan de metrospoorlijn.

### Nummer 2
Op nummer 2 was eveneens een kantoorpand gesitueerd. In april 2015 kwam het landelijk in het nieuws toen het pand werd gekraakt door “We are here”, een groep ongedocumenteerde en/of uitgeprocedeerde asielzoekers. De eigenaar van het pand toonde zich coulant en bepaalde dat de krakers uiterlijk september 2015 het pand moesten verlaten. De krakersgroep gaf daar gehoor aan en bezette vervolgens een kantoorpand in Sloterdijk.
Het kantoorpand werd gesloopt om plaats te maken voor De Sandebak, een nieuwbouwproject met 106 huurappartementen in het middensegment. Tien van deze woningen waren bestemd voor onderwijzers. De Sandebak werd in 2018 opgeleverd en bevindt zich tegenover de ingang van het OLVG-ziekenhuis (het voormalige Sint Lucas Andreas Ziekenhuis).